# Plutarchia gastris
Plutarchia carinata (лат.) — вид наездников рода Plutarchia из семейства эвритомиды (Eurytomidae, Chalcidoidea). Индия (штат Керала).

## Описание
Мелкие наездники (длина самок 1,9 мм). Тело чёрное с несколькими коричневыми отметинами; передние лапки желтовато-коричневые. От близких видов (например, от Plutarchia carinata) отличается следующими признаками: скапус усика и частично лапки и бёдра желтовато-коричневые; щёки шагринированные и без бороздки; передняя часть пронотума килеватая по бокам. Проподеум со срединным килем.

## Таксономия
Вид был впервые описан в 1994 году по типовым материалам из Индии (Керала).